# Néstor Girolami

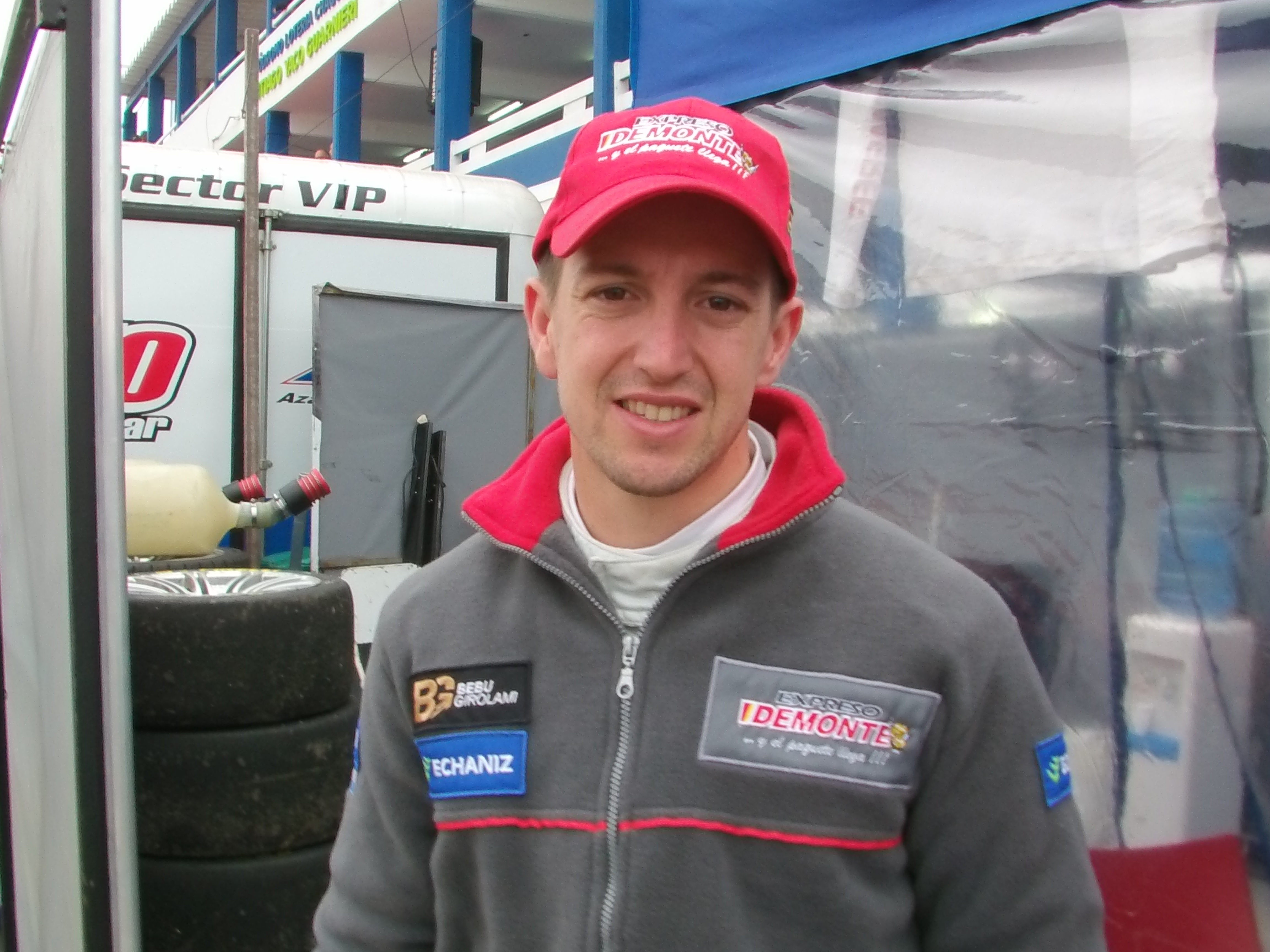
Néstor Girolami

Néstor "Bebu" Adrian Girolami (Isla Verde, Província de Córdoba, 22 de maio de 1989) é um piloto argentino de automobilismo. Iniciou atleticamente no ambiente de karting, fez sua estréia profissional em 2005 na categoria Fórmula Renault Argentina, onde foi vice-campeão em 2006. No mesmo ano, também foi competir na categoria Fórmula Renault PLus, sendo novamente vice-campeão. Em 2007, ele estreou na TC 2000, nas categorias de automóveis no Turismo; em 2008 correu na divisão TC Pista da  Asociación Corredores de Turismo Carretera, dirigindo um Dodge Cherokee. Em 2007, ascendeu no esporte correndo na Turismo Carretera, dirigindo um Torino Cherokee. 
Em 2009, ele começa sua participação como piloto oficial dentro da TC 2000, entrando para o pelotão Renault Lo Jack Team e dirigindo um Renault Megane II. Em 2010 viria a competir na Equipe Petrobras, correndo com um Honda New Civic até 2011. Com a estréia da divisão Super TC 2000 em 2012, ele se tornaria parte da equipe oficial do Peugeot TC 2000, competindo numa Peugeot 408 até 2015. Durante esse período, ele ganhou seus dois primeiros títulos a nível nacional, obtendo o bicampeonato dos anos 2014-2015.
No final de 2015, Girolami informou incursões internacionalmente, participando de algumas competições do World Touring Car Championship, dirigindo um Honda Civic IX da equipe NIKA Racing, enquanto no Brasil faria o mesmo, competindo como convidado na Stock Car Brasil no time Eisenbahn Racing Team, propriedade de Carlos Alves. Após a obtenção do bicampeonato na Super TC 2000, foi contratado para competir oficialmente na Stock Car. Junto com sua incursão nesta categoria, foi também anunciado a sua reintegração ao Top Race V6, entrando no Lincoln Sport Group.
Néstor Girolami, por sua vez, é o irmão mais velho do piloto Franco Girolami, o Franquito.